# Дзенковізна
Дзенковізна (пол. Dziękowizna) — село в Польщі, у гміні Мінськ-Мазовецький Мінського повіту Мазовецького воєводства.
Населення — 141 особа (2011).
У 1975-1998 роках село належало до Седлецького воєводства.

## Демографія
Демографічна структура станом на 31 березня 2011 року:
|          | Загалом | Допрацездатний вік | Працездатний вік | Постпрацездатний вік |
| -------- | ------- | ------------------ | ---------------- | -------------------- |
| Чоловіки | 61      | 14                 | 41               | 6                    |
| Жінки    | 80      | 22                 | 45               | 13                   |
| Разом    | 141     | 36                 | 86               | 19                   |